# Бордуляки
Бордуляки (укр. Бордуляки) — село в Бродовской городской общине Золочевского района Львовской области Украины.
Население по переписи 2001 года составляло 337 человек. Занимает площадь 0,964 км². Почтовый индекс — 80622. Телефонный код — 3266.

## География
Село находится на берегу реки Стыр, в месте впадения в неё реки Бовдурка.

## Персоналии
В селе родился писатель Тимофей Бордуляк.